# El Gordo, Cáceres
El Gordo, Cáceres là một đô thị trong tỉnh Cáceres, cộng đồng tự trị Extremadura Tây Ban Nha. Đô thị này có diện tích là 78,72 ki-lô-mét vuông, dân số năm 2009 là 338 người với mật độ 4,29 người/km². Đô thị này có cự ly km so với tỉnh lỵ Cáceres.